# Pared de dominio magnético
En un material ferromagnético, una pared de dominio es la zona de transición entre dos dominios magnéticos, donde la magnetización apunta en direcciones diferentes. Es decir que es la interfase que separa dos regiones con diferente magnetización. Su dinámica resulta esencial para comprender como se invierte la magnetización de los materiales ferromagnéticos al aplicar un campo magnético.

## Definición general

Representación de la transición de la orientación entre dos dominios magnéticos.

En algunos materiales, como consecuencia de la interacción entre los momentos magnéticos microscópicos, por debajo de cierta temperatura aparece espontáneamente orden magnético de largo alcance. En particular, en los materiales ferromagnéticos, la interacción entre los momentos microscópicos tiende a alinearlos en forma paralela. Sin embargo, en ausencia de campo magnético, debido a otras contribuciones a la energía total del sistema, como la interacción dipolar, pueden aparecen espontáneamente regiones de magnetización diferente entre ellas pero uniforme dentro de cada una. A las mismas se las denomina dominios magnéticos. La interfase entre dos dominios magnéticos se denomina pared de dominio magnético. En general, esta interfase no viene dada por una transición abrupta, ya que representaría un costo energético muy alto debido a la interacción de intercambio. Para disminuir la energía del sistema, los momentos magnéticos giran gradualmente entre las direcciones definidas por cada dominio, dándole un grosor a la pared de dominio.

## Tipos de paredes magnéticas
Dependiendo de su simetría, las paredes de dominio magnéticas pueden ser clasificadas como: 
- Pared de Néel, en la misma, los momentos magnéticos rotan dentro del plano perpendicular a la pared, describiendo una cicloide. Fue nombrada en honor a Louise Néel.
- Pared de Bloch, define una zona de transición donde los momentos magnéticos rotan dentro del plano paralelo a la pared, describiendo una hélice. Fue nombrada en honor al físico Felix Bloch.

Dependiendo la diferencia de ángulo {\displaystyle \alpha } entre los momentos magnéticos de los dominios, la estructura de la pared será diferente. Las paredes más usuales son las que separan dominios con {\displaystyle \alpha =180^{\circ }} o {\displaystyle \alpha =90^{\circ }}.

## Energía de una pared de dominio magnético
La formación de la pared de dominio viene dada por la competencia entre dos interacciones: el intercambio, que favorece la formación de monodominios sin paredes y la energía dipolar, que disminuye al dividir la magnetización en dominios con sus paredes correspondientes. Del balance entre estas dos interacciones surgirán, o no, los dominios y sus respectivas paredes.
Una vez formada la pared, su energía interna tiene dos contribuciones principales:
- la energía de intercambio, la cual tiende a imponer un ángulo débil entre las magnetizaciones, al aumentar esta interacción aumenta el ancho de la pared.
- la energía magneto-cristalina, la cual tiende a alinear los momentos magnéticos según el eje de anisotropía. Normalmente, esta interacción disminuye el ancho de la pared de dominio.

El ancho de la pared vendrá dado por la minimización de la energía total del sistema.

## Enlaces relacionados
- Dominio magnético